# 괜찮아 유
《괜찮아 유》는 2009년 10월 14일부터 2010년 6월 9일까지 SBS에서 방송된 텔레비전 프로그램이다.

## 출연자
- 최양락(1화 ~ 18회)
- 정형돈(1회 ~ 24회)
- 남희석(25회 ~ 30회)
- 김동현(1회 ~ 2회)
- 성대현(3회 ~ 30회)
- 정가은(1회 ~ 11회)
- 김나영(12회 ~ 30회)
- 진웅(1회 ~ 6회)
- 한설(2회 ~ 4회)
- 심민(5회 ~ 11회
- 이동욱(9회 ~ 12회)
- 윤혜경(12회 ~ 16회)
- 천둥

## 방송 목록

### 2009년
| 회차 | 방영 일자 | 특산물      | 출연자 | 비고                                             |
| ---- | --------- | ----------- | ------ | ------------------------------------------------ |
| 1회  | 10월 14일 | 영광 굴비   | 김은정 |                                                  |
| 2회  | 10월 21일 | 홍천 홍삼   |        | 한설 출연 시작                                   |
| 3회  | 10월 28일 | 고흥 석류   |        | 김동현 대신 성대현이 출연                        |
| 4회  | 11월 4일  | 상주 한우   |        |                                                  |
| 5회  | 11월 11일 | 영주 사과   |        | 한설 대신 심민이 출연                            |
| 6회  | 11월 18일 | 완도 전복   |        |                                                  |
| 7회  | 11월 25일 | 영주 인삼   | 백종민 | 진웅 출연 중단                                   |
| 8회  | 12월 2일  | 안동 마     | 백종민 |                                                  |
| 9회  | 12월 9일  | 영동 호두   | 전세홍 | 정가은 미출연, 이동욱 출연 시작                  |
| 10회 | 12월 16일 | 해남 고구마 |        |                                                  |
| 11회 | 12월 23일 | 상주 곶감   |        |                                                  |
| 12회 | 12월 30일 | 무안 양파   |        | 김나영, 윤혜경 출연 시작, 심민, 정가은 출연 중단 |

### 2010년
| 회차 | 방영 일자 | 특산물        | 출연자     | 비고                               |
| ---- | --------- | ------------- | ---------- | ---------------------------------- |
| 13회 | 1월 6일   | 안성 한우     | 천둥       | 이동욱 출연 중단                   |
| 14회 | 1월 13일  | 의성 돼지     | 천둥       |                                    |
| 15회 | 1월 20일  | 통영 굴       | 천둥       |                                    |
| 16회 | 1월 27일  | 의령 수박     | 천둥       |                                    |
| 17회 | 2월 3일   | 제주도 한라봉 |            | 윤혜경 출연 중단, 김나영 미출연    |
| 18회 | 2월 10일  | 홍천 한우     |            |                                    |
| 19회 | 3월 3일   | 군산 된장     | 미르       | 최양락 출연 중단                   |
| 20회 | 3월 10일  | 부산 고등어   | 천둥       |                                    |
| 21회 | 3월 17일  | 나주 오리     | 미르, 천둥 |                                    |
| 22회 | 3월 24일  | 부안 주꾸미   | 천둥       |                                    |
| 23회 | 3월 31일  | 순창 고추장   | 미르       |                                    |
| 24회 | 4월 7일   | 보성 녹차     | 미라       |                                    |
| 25회 | 4월 14일  | 태백 곰취     | 미라       | 남희석 출연 시작, 정형돈 출연 중단 |
| 26회 | 4월 21일  | 양양 떡       | 황찬빈     | 김나영 미출연                      |
| 27회 | 4월 28일  | 풍천 장어     |            |                                    |
| 28회 | 5월 19일  | 안동 마       | 미라       |                                    |
| 29회 | 5월 26일  | 연천 율무     | 레오       |                                    |
| 30회 | 6월 9일   | 부안 오디     |            | 최종회                             |

## 같이 보기
- 진짜 한국의 맛 : 후속작.